# Varan du Bengale
Varanus bengalensis
Espèce
Synonymes
- Tupinambis bengalensis Daudin, 1802
- Tupinambis cepedianus Daudin, 1802
- Varanus punctatus Merrem, 1820
- Monitor gemmatus Guérin-Méneville, 1829
- Monitor heraldicus Gray, 1831
- Monitor inornatus Schlegel, 1839
- Varanus bibronii Blyth, 1842
- Varanus lunatus Gray, 1845
- Varanus irrawadicus Yang & Li, 1987

Statut de conservation UICN

 LC  : Préoccupation mineure
Statut CITES
Le Varan du Bengale, Varanus bengalensis, est une espèce de sauriens de la famille des Varanidae.

## Répartition
Cette espèce se rencontre dans le sud-est de l'Iran, en Afghanistan, au Pakistan, dans le nord de l'Inde, au Bhoutan, au Népal, au Sri Lanka, au Bangladesh, en Birmanie, en Thaïlande, dans le nord du Viêt Nam, au Laos, au Cambodge, en Malaisie péninsulaire ainsi que sur l'île de Tioman, sur l'île de Java en Indonésie et au Yunnan en République populaire de Chine.

## Habitat
L'espèce qui vit principalement dans les terrains broussailleux entourant les villages, où les activités humaines sont rares. Elle se réfugie également dans des trous du sol, et dans les arbres.

## Description

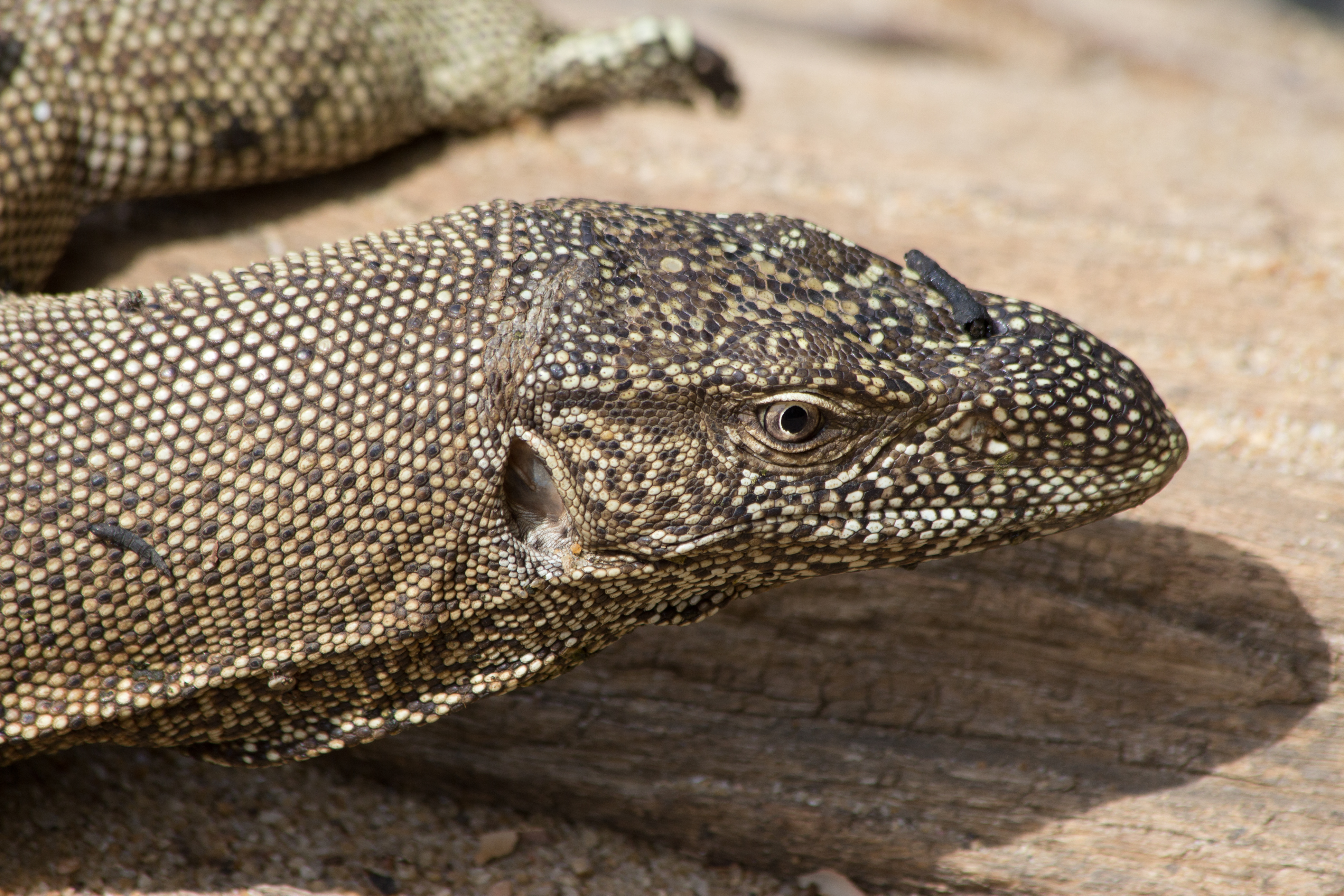

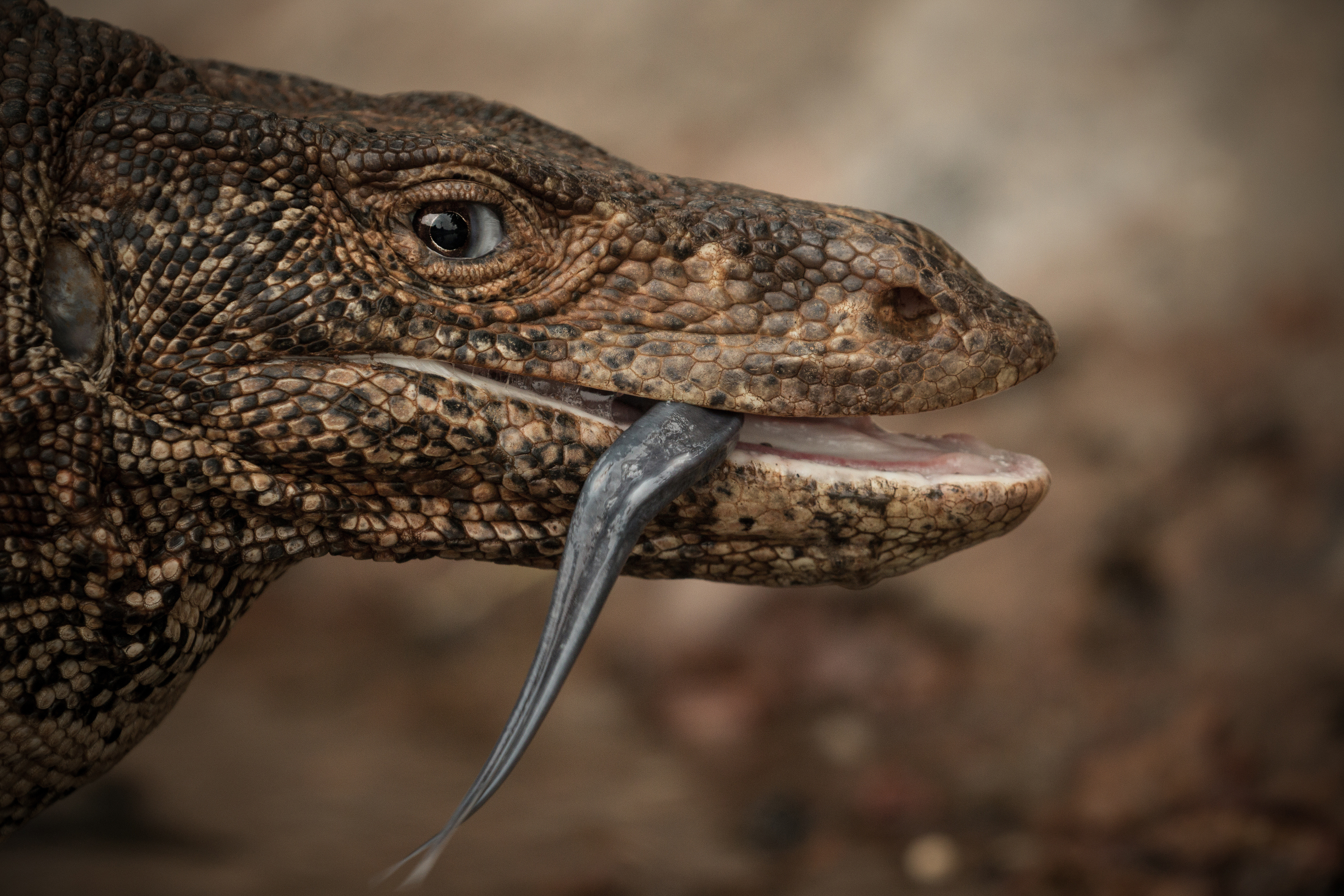
Un varan du Bengale dans le Anawilundawa, sanctuaire des oiseaux, au Sri Lanka. Février 2017.

Il est principalement nécrophage, mais à l'occasion chasse. Sa morsure n'est pas venimeuse mais provoque des septicémies foudroyantes. Il peut mesurer jusqu’à 1,75 m de long et peser plus de 7 à 10 kg (selon les sources),.

## Liste des sous-espèces
Selon The Reptile Database (6 mai 2015) :
- Varanus bengalensis bengalensis (Daudin, 1802)
- Varanus bengalensis irrawadicus Yang & Li, 1987

## Populations
Un recensement à grande échelle réalisé en 1988 au Bangladesh dans 17 des 19 districts, a permis de déterminer que la densité de l'espèce a été estimée à 13,3 animaux/km2.

## Relation avec les humains
Le varan du Bengale est chassé pour sa peau.

## Publications originales
- Daudin, 1802 : Histoire Naturelle, Générale et Particulière des Reptiles; ouvrage faisant suit à l'Histoire naturelle générale et particulière, composée par Leclerc de Buffon; et rédigée par C.S. Sonnini, membre de plusieurs sociétés savantes, vol. 3, F. Dufart, Paris, p. 1-452 (texte intégral).
- Yang & Li, 1987 : A new species of Varanus from Yunnan, with morphological comparison between it and six other species from southeast Asia. Chinese herpetological research, vol. 1, p. 60-63 (texte intégral).